# 中村春吉

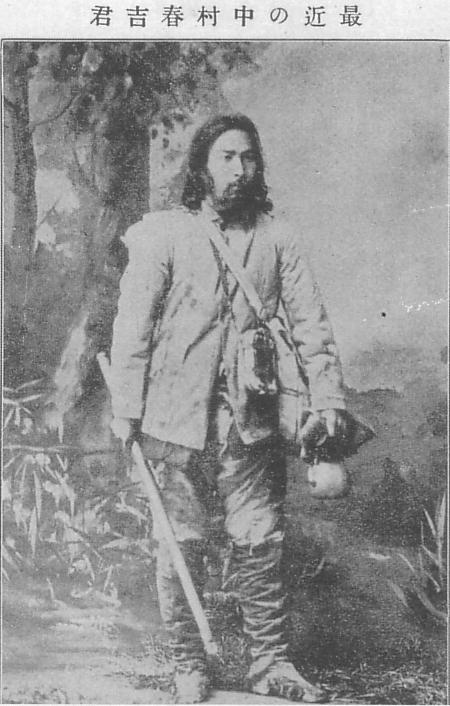
中村春吉

中村 春吉（なかむら はるきち、1871年（明治4年）3月 - 1945年（昭和20年）2月）は日本の冒険家（軍事探偵だったという説もある）。自転車による世界一周無銭旅行を実行した。

## 経歴
広島県豊田郡御手洗町（現・呉市）出身。20代までの経歴は資料によってまちまちであり、正確なところは判然としないが、1893年（明治26年）ごろにハワイに移住し1897年（明治30年）に帰国した、という点は多くの資料に共通している。
帰国の翌年、下関で「馬関忍耐青年外国語研究会」という英語塾を開く。これには500人ほどの塾生が集まったが、外国人教師と生徒との間で対立が起こったことから閉鎖。
塾の閉鎖後、海外貿易に携わろうと思い立ち、その前段階として、海外事情に明るくなるため世界一周旅行を計画する。
1902年（明治35年）、自転車による世界一周無銭旅行に出発する。ただの旅行ではなく無銭旅行であったのは、費用の問題と、無銭旅行での世界一周は前例がないがために意義があると考えたためであった。横浜港を出航して後、中国-シンガポール-ビルマ-インド-イタリア-フランス-イギリス-アメリカと経由して、1903年（明治36年）5月に帰国した。春吉の旅は各国の新聞で報じられ、フランスの新聞では「東洋の猛獣」と報じられた。この旅行の様子は、冒険小説家の押川春浪の編述によって『中村春吉自転車世界無銭旅行』（博文館、1909年）という一冊にまとまっている。
世界一周無銭旅行から帰国して後は一所に長く定住せず、満州などを転々とする生活を送っていた（これに関して、軍事探偵だったという説がある。詳細は後述）。
1910年（明治43年）7月に、白瀬矗の企画した南極探検の意義を示すとともに、その壮挙を応援する演説会を開いた。演説会は大盛況となり、学生や招かれた各界の名士によって南極探検後援会が組織された。
大正に入った頃からは、「霊動法」という精神的医術の普及に努め、1925年（大正14年）には、東京市四谷に「中村霊道治療所」を開設。1928年（昭和3年）に、治療所を門弟に任せ御手洗町へと帰る。1945年（昭和20年）2月、永眠。
1952年（昭和27年）5月、門弟らの手によって、御手洗島天満宮境内に「霊道法ノ祖中村先生記念碑」建立。

## 軍事探偵説
世界一周無銭旅行の途中、春吉はアルプス付近の宿で憲兵巡査数人から無政府党員、もしくは軍事探偵の嫌疑で取り調べを受けている。
帰国後の春吉は、日露戦争の前後という時期に満州や朝鮮と日本との間を何度も往復している。これについて、春吉は軍事探偵の命を帯びていたという説が当時からある。
春吉自身はこれを否定しているものの、同時に「身命を賭して目指す敵国の勢力範囲に飛込んだ吾々、単に飴を売って生活して行けばいいというものでもない。其処は予め推量を願って置く」とも述べており（雑誌『冒険世界』、大正2年6月号）、これは暗に自らの立場を語っているともとれる。
また、霊動法の門弟であった石川清浦は、「先生（引用者註・春吉のこと）は大隈侯やその他当時の政府関係の人たちの内命で満州に行かれた。そして各国語が達者なために随分危険を冒して大きな役目を果されたということでした。それで大隈さんや床次さん、乃木さん、上泉さん、頭山翁などに非常に愛されて居られたが、全て表の仕事でなかったために表立って報いられる事なく」と語っている。

## その他
- 「五賃将軍」の異名を持っていた。五賃とは汽車賃・船賃・宿賃・家賃・地賃のことで、これを克服して無銭旅行を成し遂げたことから春吉が「五賃征伐将軍」を自称していたのが縮まったものである。
- インドを横断している際には、ハイエナとジャッカルを素手で生け捕ったと語っている。生け捕りの顛末については本人の言以外に証拠はないが、ハイエナとジャッカルが春吉名義で上野動物園に寄贈されたという記録は残っている。
- この他にインドでは「夜中に狼の群れに襲われ、油をしみこませた高野豆腐に火をつけたものを一晩中振り回して難を逃れた」「食料を失って餓死寸前のところ、襲ってきたクロヒョウを撲殺し、その肉で飢えをしのいだ」などといったことがあったとも語っている。もっとも、いずれも本人の言以外に証拠はない。
- 押川春浪の弟子筋である小説家・河岡潮風の語るところによれば、八雲琴の弾き語りが特技であった。また、ビリヤードの腕もかなりのものだったという（河岡潮風『快男児快挙録』、東京堂、1912年）。
- 「霊道法」は、日本のみならず欧米にも紹介され少なからず反響があった。これについて、当時ロックフェラー研究所に居た野口英世 も、新聞「日米新報」にコメントを残している。

## 中村春吉を題材とする作品

### 中村春吉秘境探検記（横田順彌）
横田順彌による秘境探検小説。中村春吉が世界一周無銭旅行の最中、世界各地で次々とSF的な怪事件に遭遇する、という筋書きで、1989年から1995年にかけて短編6作、長編2作が執筆された。
- 「聖樹怪」『SFアドベンチャー』（徳間書店）1989年7月号。
- 「奇窟魔」同、1989年10月号。
- 「流砂鬼」同、1990年1月号。
- 「麗悲妖」同、1990年4月号。
- 「求魂神」同、1991年3月号。
- 「古沼怪」同、1991年9月号。
- 『大聖神 中村春吉秘境探検記』（書き下ろし）徳間書店、1994年9月。 ISBN 4-19-860173-9
  - 『大聖神』竹書房〈竹書房文庫〉、2021年4月。 ISBN 978-4-8019-2617-2
- 『西郷隆盛を救出せよ 日露戦争秘話』（書き下ろし）光栄、1995年4月。 ISBN 4-87719-189-5

短編は、最初の4作が『幻綺行 中村春吉秘境探検記』（徳間書店、1990年7月。 ISBN 4-19-124288-1）に収録されたのち、日下三蔵編『幻綺行 完全版』（竹書房〈竹書房文庫〉、2020年6月。 ISBN 978-4-8019-2285-3）に全6作が再録された。